# Fußball-Bundesliga/Rekorde/Hansa Rostock
Der Artikel Fußball-Bundesliga/Rekorde/Hansa Rostock listet die vereinsspezifischen Rekorde von Hansa Rostock auf, die mit Bezug auf die Zugehörigkeit zur deutschen Fußball-Bundesliga gehalten werden.
Der Verein ist aktuell kein Bundesligist (Stand: Saison 2025/26).

Siehe auch: 

## Vorbemerkung
Es besteht eine Unterteilung zwischen Positiv- und Negativrekorden sowie vereinsinternen Bestmarken. Weitere Rekorde, die dem Verein nicht zuzuordnen sind, werden im Hauptartikel unter „Allgemein“ gelistet. Dort bestehen zudem die Rubriken „Trainerspezifische Rekorde“, „Schiedsrichterspezifische Rekorde“ sowie „Sonstige Rekorde“. Es besteht außerdem die Möglichkeit „In nächster Zeit möglicherweise fallende Bestmarken“ im unteren Bereich der Hauptseite festzuhalten, bzw. die neuen Rekorde an die passenden Stellen einzusortieren. Wenn möglich, wird zu einem Positivrekord auch der Negativrekord als Gegenstück gelistet (und andersrum). Die Liste erhebt keinen Anspruch auf Vollständigkeit.

## Hansa Rostock
Aktuelle Platzierung in der Ewigen Tabelle der Fußball-Bundesliga: Platz 29 von 58 (Stand: 34. Spieltag 2024/25)

### Positivrekorde
- bestplatzierter Verein, der zu DDR-Zeiten in der DDR-Oberliga aktiv war: Platz 29 (479 Punkte (492:621 Tore), Stand: 31. Spieltag 2024/25)[1]
- meiste Spiele eines Vereins auf dem Gebiet der ehemaligen DDR: 412 (Stand: 10. Spieltag 2024/25)[1]
- meiste Tore eines Vereins, der zu DDR-Zeiten in der DDR-Oberliga aktiv war: 492 (Stand: 10. Spieltag 2024/25)[1]

### Negativrekorde
- meiste Tore in einem Spiel in Unterzahl kassiert: 4 (beim 0:4 bei Eintracht Frankfurt am 6. September 2000; gemeinsam mit der TSG Hoffenheim beim 1:5 gegen Mainz 05 am 24. November 2019 und dem VfB Stuttgart beim 0:4 bei Bayern München am 20. März 2021)[2]
- meiste Gegentore eines Vereins, der zu DDR-Zeiten in der DDR-Oberliga aktiv war: 621 (Stand: 10. Spieltag 2024/25)[1]
  - schlechtestes Torverhältnis eines Vereins, der zu DDR-Zeiten in der DDR-Oberliga aktiv war: 492:621 (−129) (Stand: 10. Spieltag 2024/25)[1]

### Vereinsintern
- Rekordspieler: Timo Lange (165 Einsätze)[3]
- Rekordtorhüter: Mathias Schober (123 Einsätze)[3]
- Rekordtorschütze: Magnus Arvidsson (27 Tore)[4]
- jüngster Spieler: Sven Oldenburg (18 Jahre, 4 Monate und 3 Tage, am 3. August 1991 beim 4:0-Sieg über den 1. FC Nürnberg)[5]
- ältester Spieler: Perry Bräutigam (38 Jahre, 11 Monate und 16 Tage, am 16. März 2002 bei der 2:4-Niederlage beim 1. FC Köln)[5]
- höchster Sieg: 4:0 (bei Energie Cottbus, am 3. Spieltag 2002/03)[6][7]